# Río Papaloapan
Der Río Papaloapan ist gemessen an der mitgeführten Wassermenge der drittgrößte Fluss Mexikos. Offiziell ist der Fluss nur 354 km lang, doch zusammen mit seinen Quellflüssen erstreckt er sich bis zu seiner Mündung in den Golf von Mexiko über eine Länge von ca. 900 km.

## Geographie
Der wichtigste Quellfluss des Río Papaloapan, der Río Santo Domingo, entspringt im Bergland von Oaxaca; er fließt zunächst in nordwestliche Richtung, später dann nach Nordosten. Erst südlich von San Juan Buatista Tuxtepec – in nur etwa 90 m Höhe ü. d. M. – vereint er sich mit dem Río Valle Nacional – ab da trägt der Fluss den Namen Río Papaloapan, was auf Nahuatl, der Sprache der Azteken, so viel bedeutet wie „Schmetterlingsfluss“ (papalotl = „Schmetterling“, apan = „Fluss“). Er fließt von da aus nordostwärts und mündet im Bundesstaat Veracruz zunächst in die Laguna Alvarado und von dort in den Golf von Mexiko.

## Wirtschaft
Die Uferzonen des Río Papaloapan und seiner Nebenflüsse, später auch das Hinterland, wurden jahrhundertelang abgeholzt. Mittlerweile ist die Landschaft geprägt von Zuckerrohr- und Maisfeldern sowie von Viehweiden. Zur Energieerzeugung und zur Wasserregulierung des immer wieder weite Gebiete überschwemmenden Flusses wurden am Río Tonto und am Río Santo Domingo Stauseen errichtet. Der Bau von Fischfarmen ist geplant.

## Sehenswürdigkeiten
- Wegen der häufigen Überschwemmungen gab es keine präkolumbischen Siedlungen unmittelbar am Fluss. Die archäologische Stätte von Cerro de las Mesas liegt einige Kilometer entfernt.
- Die Spanier gründeten die mit Segelschiffen erreichbare Hafenstadt Tlacotalpan, die – nach einem verheerenden Brand im Jahre 1788 – in einer Mischung aus kolonialen und karibischen Stilelementen in Stein neu erbaut wurde. Die Stadt wurde im Jahr 1998 von der UNESCO als Weltkulturerbe anerkannt.

## Umweltverschmutzung
Durch Düngemittel, Pflanzenschutzmittel und menschliche Abwässer (aguas negras) gelangen bereits im Oberlauf des Río Santo Domingo beträchtliche Giftmengen in den Fluss; im Unterlauf kommen industrielle Abwässer und erhebliche Mengen an Plastikmüll hinzu.

## Sonstiges
Zu Ehren des Río Papaloapan verfasste der mexikanische Dichter Joaquín Arcadio Pagaza ein Gedicht.